# Randsfjorden
Der See Randsfjorden ist der viertgrößte Binnensee Norwegens. Er liegt in den Kommunen Jevnaker, Gran, Nordre Land und Søndre Land.
Von Norden gibt es zwei Zuflüsse: die Etna und die Dokka. Der Fjord zieht sich mit einer maximalen Breite von 5 km bis zum südlichen Ende bei der Ortschaft Jevnaker hin.
Am Ufer verlaufen die beiden Hauptverkehrsstraßen RV 245 (Westufer) und RV 34 bzw. RV 240 (beide am Ostufer).
Die Randsfjordferja II verkehrte bis Ende 2021 auf dem Fjord. Seit Anfang 2022 verkehrt hier die Randsfjordferja Elrond.